# László Darvasi
László Darvasi (* 17. října 1962, Törökszentmiklós) je maďarský spisovatel a novinář, jeden z nejvýraznějších současných maďarských autorů.

## Biografie
László Darvasi ukončil roku 1986 Vysokou školu pedagogickou v Segedíně a do roku 1989 působil jako učitel. Spolupracoval se segedínskými novinami Délmagyarország a v letech 1990–1998 působil jako redaktor segedínského kulturního časopisu Pompeji. Od roku 1993 je stálým spolupracovníkem nejvýznamnějšího maďarského literárně-politického týdeníku Élet és Irodalom (Život a literatura), ve kterém publikuje pod pseudonymy Ernő Szív nebo Eric Moussambani.
Darvasiho prózy (především povídky) jsou psané jazykem na pomezí beletrie a publicistického stylu, mívají až mystický nádech, jsou plné magického realismu, většinu se odehrávají v záhadných až groteskních prostředích v blíže neurčené době nebo v minulosti a jejich vyústění je často tragické. Jeho hrdinové bývají osamocení a mnohdy tajemní lidé vyloučení ze společnosti, prožívající zklamání a vnitřní prázdnotu.
Darvasiho povídky vyšly v překladu do němčiny, nizozemštiny, francouzštiny i češtiny a sám Darvasi je nositelem mnoha významných maďarských literárních cen, například ceny Tibora Déryho (1993), Ernő Szépa (1994), Attily Józsefa (1998), Milána Füsta (2005) nebo Sándora Máraiho (2008). V roce 1994 získal také ocenění Kniha roku.

## Dílo
- Horger Antal Párisban (1991, Antal Horger v Paříži), básnická sbírka,
- A portugálok (1992), básně a krátké prózy,
- A veinhageni rózsabokrok (1993, Růže z Veinhagenu), povídky,
- A vonal alatt (1994), pod pseudonymem Ernő Szív, eseje a divadelní kritiky,
- Vizsgálat a rózsák ügyében, (1994), divadelní hra,
- A Borgognoni-féle szomorúság (1994, Borgognonský smutek), povídky,
- A Kleofás-képregény (1995), povídky,
- Hogyan csábítsuk el a könyvtároskisasszonyt? (1997), pod pseudonymem Ernő Szív, fejetony,
- Szerelmem, Dumumba elvtársnő (1998, Má láska, soudruh Dumumba), povídky,
- A könnymutatványosok legendája (1999, Legenda o kejklířích se slzami), historicko-surrealistický román o válečném rozkladu, odehrávající se během 16. a 17. století v době plenění Uher Turky a vyprávějící podivný příběh, ve kterém se během jednotlivých většinou tragických epizod náhle objevuje pětice podivných kejklířů, kteří každý po svém reagují na viděná bezpráví a útlak.
- Szerezni egy nőt (2000), povídky,
- A Lojangi kutyavadászok. Kínai novellák (2002, Lovci psů z Lojangu), povídky,
- A világ legboldogabb zenekara (2005, Nejsmutnější kapela na světě), povídky,
- A titokzatos világválogatott (2006), povídky.

## Česká vydání
- Nejsmutnější kapela na světě, Fra Praha 2007, přeložil Milan Navrátil,
- Nejsmutnější kapela na světě, Tympanum, Praha 2008, audiokniha, překlady Milana Navrátila čte Filip Čapka, hudba Richard Mlynář, režie Michal Bureš,
- Legenda o kejklířích se slzami, Dauphin, Praha 2008, přeložil Pavel Novotný